# Dove (rivière de Canterbury)
Pour les articles homonymes, voir Dove.
La rivière Dove  (en anglais : Dove River) est un cours d’eau de la région de Canterbury dans l’Île du Sud de la Nouvelle-Zélande.

## Géographie
Elle prend naissance près du Mont Te Kooti et s'écoule vers le sud, drainant les Big Island Hills à l'ouest et le Tekoa Range à l’est. Elle se jette dans la rivière Mandamus.